# Córrego Quartel
Córrego Quartel är ett vattendrag i Brasilien.   Det ligger i delstaten Espírito Santo, i den sydöstra delen av landet, 900 km sydost om huvudstaden Brasília. Córrego Quartel ligger vid sjön Lagoa do Aguiar.
Omgivningarna runt Córrego Quartel är huvudsakligen savann. Runt Córrego Quartel är det glesbefolkat, med 11 invånare per kvadratkilometer.